# Yigoga amasina
Yigoga amasina är en fjärilsart som beskrevs av Turati 1919. Yigoga amasina ingår i släktet Yigoga och familjen nattflyn. Inga underarter finns listade i Catalogue of Life.